# マヒシャ
マヒシャとは、ヒンドゥー教の神話に登場するダーナヴァ族に属するアスラ神族の1人。ラムバーと水牛の間の子として生まれた。

## 概要

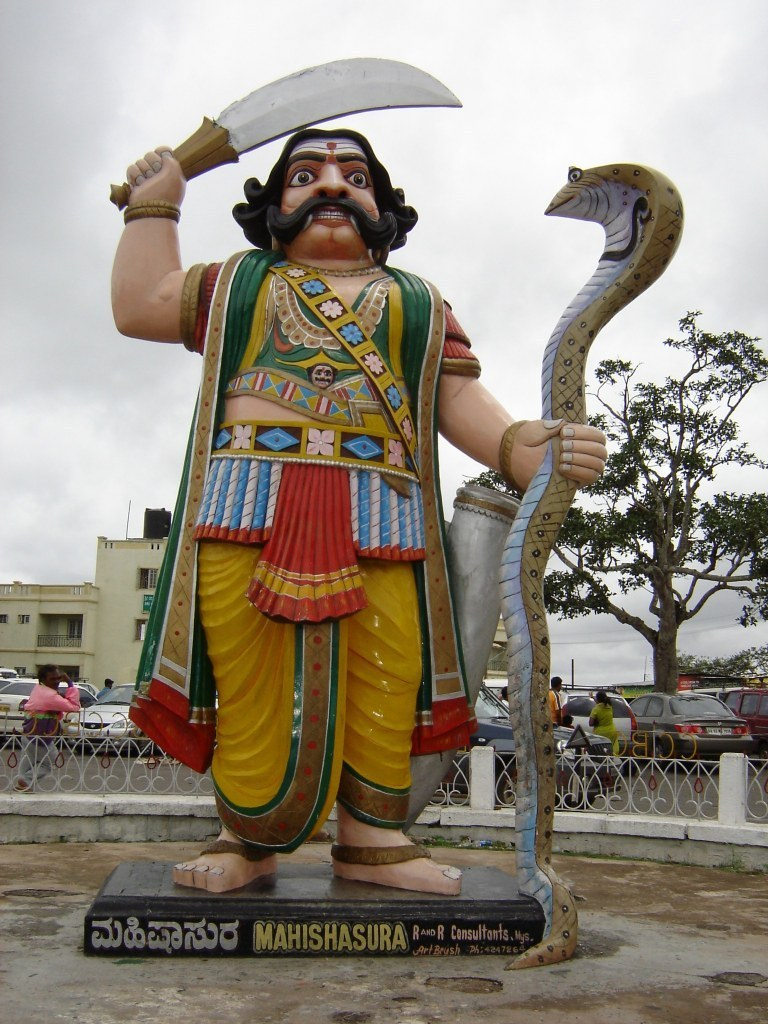
マイソール市チャームンディ丘のマヒシャ像

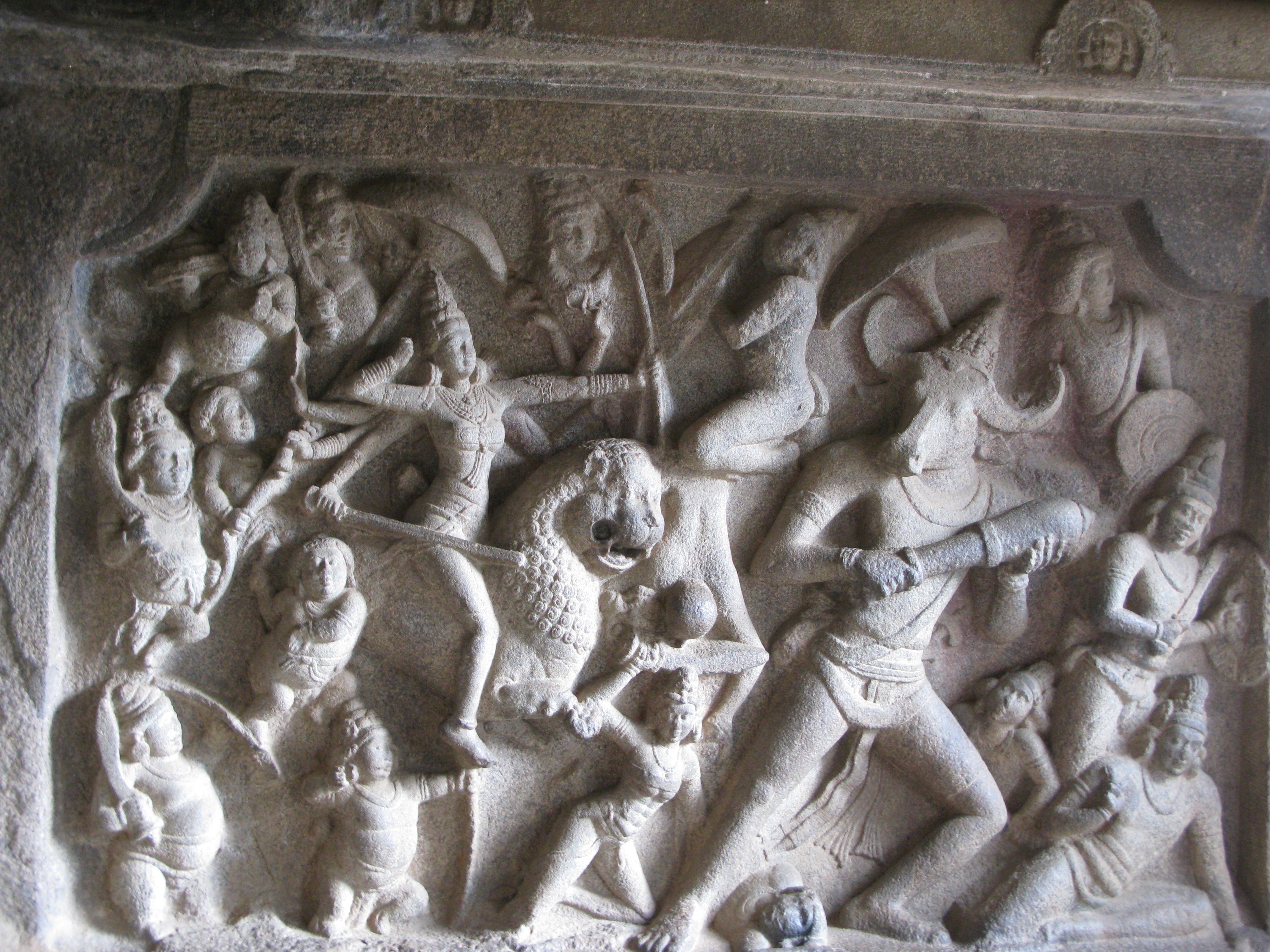
水牛の姿を取ったときのマヒシャ（右）

アスラ王マヒシャの活躍は、経典デーヴィー・マーハートミャに見ることが出来る。マヒシャが水牛から人型で描写されるようになるのは８世紀以降である。
マヒシャはアスラ神族であるにもかかわらず、デーヴァ神族であるブラフマー（梵天）に対する瞑想を行うなど信心深く、結果としてブラフマーから｢如何なる男や神にも敗北しない能力｣を授かった。
その後、マヒシャは天であるスヴァルガや地であるプリティヴィーに対する攻撃を行い、デーヴァ神族の王であるインドラ（帝釈天）を打ち破ってデーヴァ神族を追放し天界を征服した。
｢男と神には負けない｣マヒシャを打ち破るため、デーヴァ神族は力を合わせて若く美しい女性の姿をしたドゥルガー女神を造りだした。あらゆるデーヴァ神族の力を兼ね備えて生まれたドゥルガーはマヒシャの王国を攻撃し、アスラ神族との9日間の戦闘の後、10日目の半月の夜にマヒシャを討ち取った。このことからドゥルガーは、マヒシャースラマルディニー（Mahiṣāsuramardinī, 「マヒシャースラ（マヒシャ）を殺すもの」の意）と呼ばれる。ベンガル地方やオリッサ州で行われるドゥルガー・プージャー（プージャーは｢礼拝」、「供養｣の意）や、その他の地域で行われるナヴラトリでは、マヒシャを討ち取ったドゥルガーが祀られる。

## マイソール
インド南部カルナータカ州の都市マイソールの名前はマヒシャに由来する。元の名はMahiṣūru（マヒシュール）であり、マイソールは英語名である。マヒシャの王国はマイソール付近にあったとされる。マイソール市のチャームンディ丘にはマヒシャ像が置かれており、市のシンボル的存在になっている。